# Cheiraster planus
Cheiraster planus is een zeester uit de familie Benthopectinidae.
De wetenschappelijke naam van de soort werd in 1915 gepubliceerd door Addison Emery Verrill.